# Richard Siebeck
Richard Siebeck (* 10. April 1883 in Freiburg im Breisgau; † 15. Mai 1965 in Heidelberg) war ein deutscher Internist, Herzspezialist und Hochschullehrer.

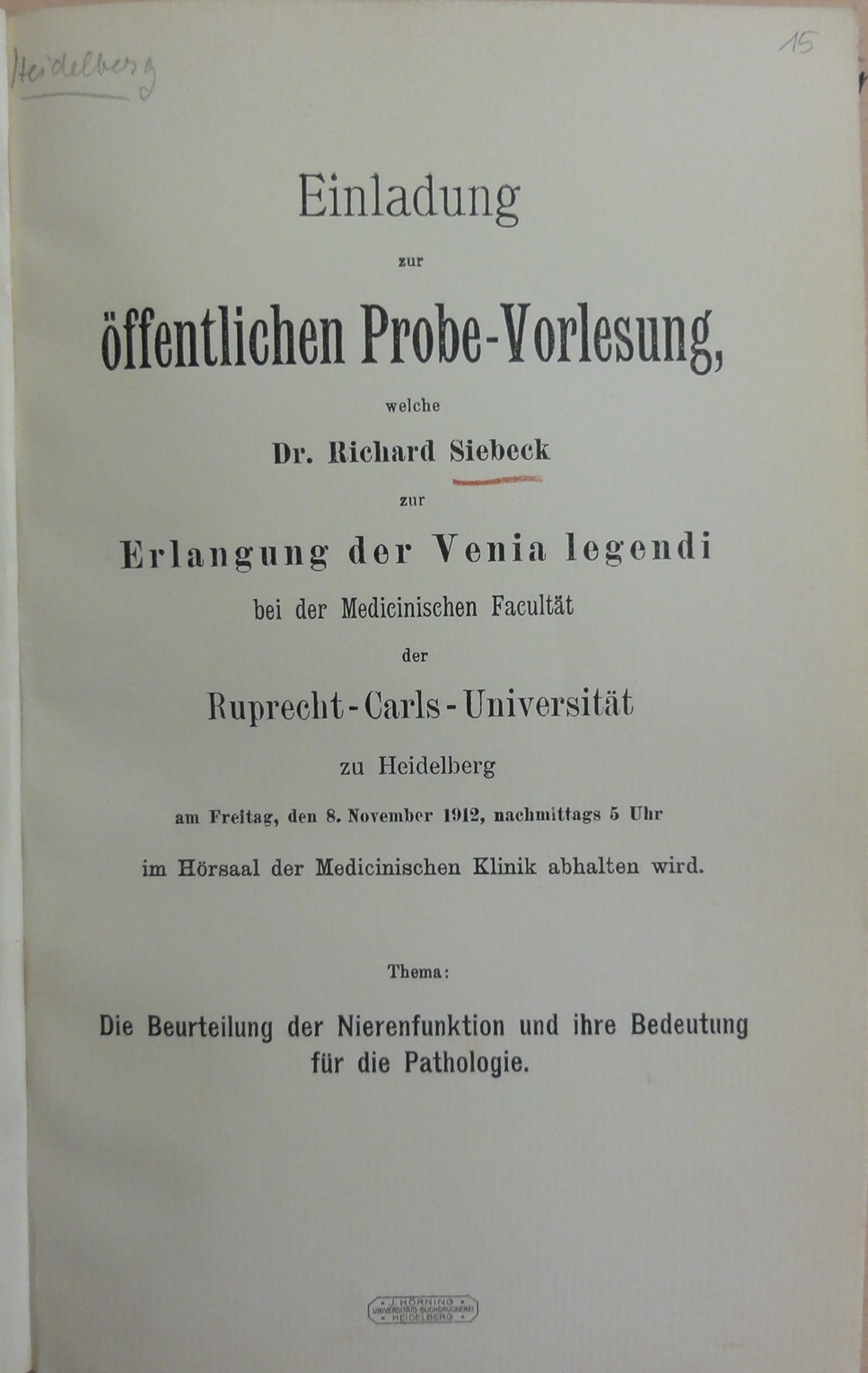
Einladung zur Probevorlesung Richard Siebecks an der Ruperto Carola Heidelberg

## Leben
Richard Siebeck war der Sohn des Verlagsbuchhändlers Paul Siebeck. Er besuchte das humanistische Gymnasium und studierte ab 1902 an den Universitäten Tübingen, Freiburg und Berlin. Seit dem Wintersemester 1901/1902 war er Mitglied der Studentenverbindung Akademische Gesellschaft Stuttgardia Tübingen. Er wurde 1907 unter Ludolf von Krehl zum Dr. med. promoviert und wurde danach dessen Assistent an der Heidelberger Medizinischen Klinik, wo er sich auch 1912 habilitierte, Privatdozent wurde und nach durchgehender Teilnahme am Ersten Weltkrieg 1918 apl. Professor.
1924 wurde Siebeck auf den Lehrstuhl für Innere Medizin in Bonn berufen, wo er zudem die Poliklinik der Universität leitete. 1930/31 amtierte er als Rektor der Universität.
Als 1931 Ludolf von Krehl von seinem Lehrstuhl in Heidelberg zurücktrat, kehrte Siebeck für 3 Jahre als Leiter der Inneren Klinik an die Universität Heidelberg zurück.
1933 wurde er förderndes Mitglied der SS sowie Mitglied des NS-Lehrerbundes und des NS-Ärztebundes.
1934 übernahm er in Berlin den Lehrstuhl des in den Ruhestand getretenen Professors Wilhelm His und die Leitung der 1. Medizinischen Klinik der Charité. Bei seiner Antrittsvorlesung sagte er: So viel Naturwissenschaft und Technik für die Medizin bedeuten, „so sind die Erscheinungen am Kranken in ihrem eigentlichen Wesen … nur aus der Gesamtverfassung des Kranken und aus seiner Lebensgeschichte richtig zu verstehen.“ Im selben Jahr erschienen von ihm Aufsätze über die Beurteilung und Behandlung von Herzkranken in Münchener Medizinische Wochenschrift.
1938 wurde Siebeck Mitglied der NSDAP. Im Jahr 1938 wurde er zum Mitglied der Leopoldina gewählt. Er war zeitweise Vorsitzender der Deutschen Gesellschaft für Innere Medizin.
Von 1941 war Siebeck wieder Hochschullehrer in Heidelberg. Während des Zweiten Weltkrieges gehörte er ab August 1942 dem wissenschaftlichen Senat des Heeressanitätswesens an. Er war außerdem Vorstandsmitglied bei der Deutschen Gesellschaft für Konstitutionsforschung und im Beirat der Deutschen Medizinischen Wochenschrift.
Siebeck wurde über die medizinische Fachwelt hinaus durch sein Eintreten für eine ganzheitliche Medizin bekannt:
Nach dem Zweiten Weltkrieg wurden jenseits des Neckars die umgangssprachlich salopp genannten „Siebeck-Baracken“ aufgestellt, in denen auch ein immunologisches Labor Unterschlupf fand, (das 1972 mit seiner Forschungsthematik im Haupthaus des DKFZ untergebracht wurde). In diesem Labor forschten, gemäß der Heidelberger anthropologischen Schule bzw. der Heidelberger „Medizin in Bewegung“, Paul Christian, Wolfgang Rapp et al. mit aktiver Unterstützung von Karl Heinrich Bauer über die Verbindung zwischen klinischer Immunbiochemie und den assoziativen Deutungsmustern der Psychoanalyse.
Nach seiner Emeritierung 1952 widmete sich Siebeck der Studenten Betreuung des Evangelischen Studienwerks Villigst in Heidelberg, die sich alle vier Wochen in seinem Haus trafen, damit die verschiedenen Fakultäten im Sinne des Studium generale miteinander ins Gespräch kommen konnten.

## Engagement für die Schwesternschule der Universität Heidelberg
Richard Siebeck war ärztlicher Leiter der DRK-Krankenpflegeschule des Universitätsklinikums in Heidelberg. Die pflegerische Leitung oblag zu diesem Zeitpunkt der DRK-Oberin Olga Freiin von Lersner. Die DRK-Krankenpflegeschule wurde in den Nachkriegsjahren in die Schwesternschule der Universität Heidelberg (USH) überführt, die zunächst in den „Siebeck-Baracken“ im heutigen Neuenheimer Feld untergebracht werden sollte. Bei der Gründung der USH erhielt Olga von Lersner maßgebliche Unterstützung durch Richard Siebeck, Viktor von Weizsäcker sowie durch Karl Heinrich Bauer. Die USH war eine Modelleinrichtung zur Akademisierung der Pflege, die nach dem Zweiten Weltkrieg auf Betreiben und durch finanzielle Förderung der Rockefeller Foundation ins Leben gerufen wurde.
Mit dem biographischen Ansatz Richard Siebecks und den Zusammenhängen zwischen der „Heidelberger Schule“ sowie der Theologie Karl Barths beschäftigte sich Wiltrud Grosse in ihrer Abschlussarbeit an der USH im Jahr 1965. Wiltrud Grosse wurde letzte Schulleitung der Schwesternschule der Universität Heidelberg bis zum Jahr 2006.

## Wirken
Neben Ludolf von Krehl und Viktor von Weizsäcker gilt Richard Siebeck heute als einer der Gründerväter der Heidelberger „Medizin in Bewegung“ und wird der „Heidelberger Schule“ zugerechnet. Siebeck war durch die Theologie Karl Barths beeinflusst.

## Familie
Siebeck heiratete 1909 in erster Ehe Agnes Müller (1885–1922), eine Tochter des Carl Müller, Professor zu Tübingen, und der Bertha, geb. Weizsäcker, in zweiter Ehe 1923 Maria Therese Lina Wilhelmine Rümelin (1892-), eine Tochter des Max von Rümelin, Rektor und Kanzler der Universität Tübingen. Aus erster Ehe hatte er vier Kinder, darunter Robert Siebeck (1921-), Professor der Augenheilkunde.

## Ehrungen (Auswahl)
- Paracelsus-Medaille der deutschen Ärzteschaft[7] (1955)
- Ordentliches Mitglied der Heidelberger Akademie der Wissenschaften (1942)[7]

## Posthume Würdigungen
- In der Medizinischen Universitätsklinik der Universität Heidelberg (vormals Ludolf von Krehl Klinik) im Neuenheimer Feld erinnert eine Ehrentafel im Foyer an Richard Siebeck.

## Veröffentlichungen (Auswahl)
- Mit Friedrich Curtius: Konstitution und Vererbung in der klinischen Medizin. Metzner, Berlin 1935.
- Die Beurteilung und Behandlung Herzkranker. Lehmann, München 1935.
- Affecções do coração. Diagnostico, prognostico e tratamento dos cardiacos, Companhia Melhoramentos Sao Paulo 1935.
- Diagnóstico individual y tratamiento de los cardiópatas, (Werktitel: Die Beurteilung und Behandlung Herzkranker), Trad. de la segunda ed. alemana, Marín Barcelona 1944.
- Die Medizin in der Verantwortung. Vortrag gehalten in der Ev. Akademie Bad Boll, Tübingen : Furche-Verlag, 1947.
- [Rezension]: Weizsäcker, Viktor von, 'Euthanasie' und Menschenversuche. In: Theologische Literaturzeitung. Band 75, 1950, S. 10, S. 621–622.
- Medizin in Bewegung. Klinische Erkenntnisse und ärztliche Aufgaben. Thieme, Stuttgart 1949; 3., unveränd. Aufl. ebenda 1983.